# NMI – Neue Musik Information

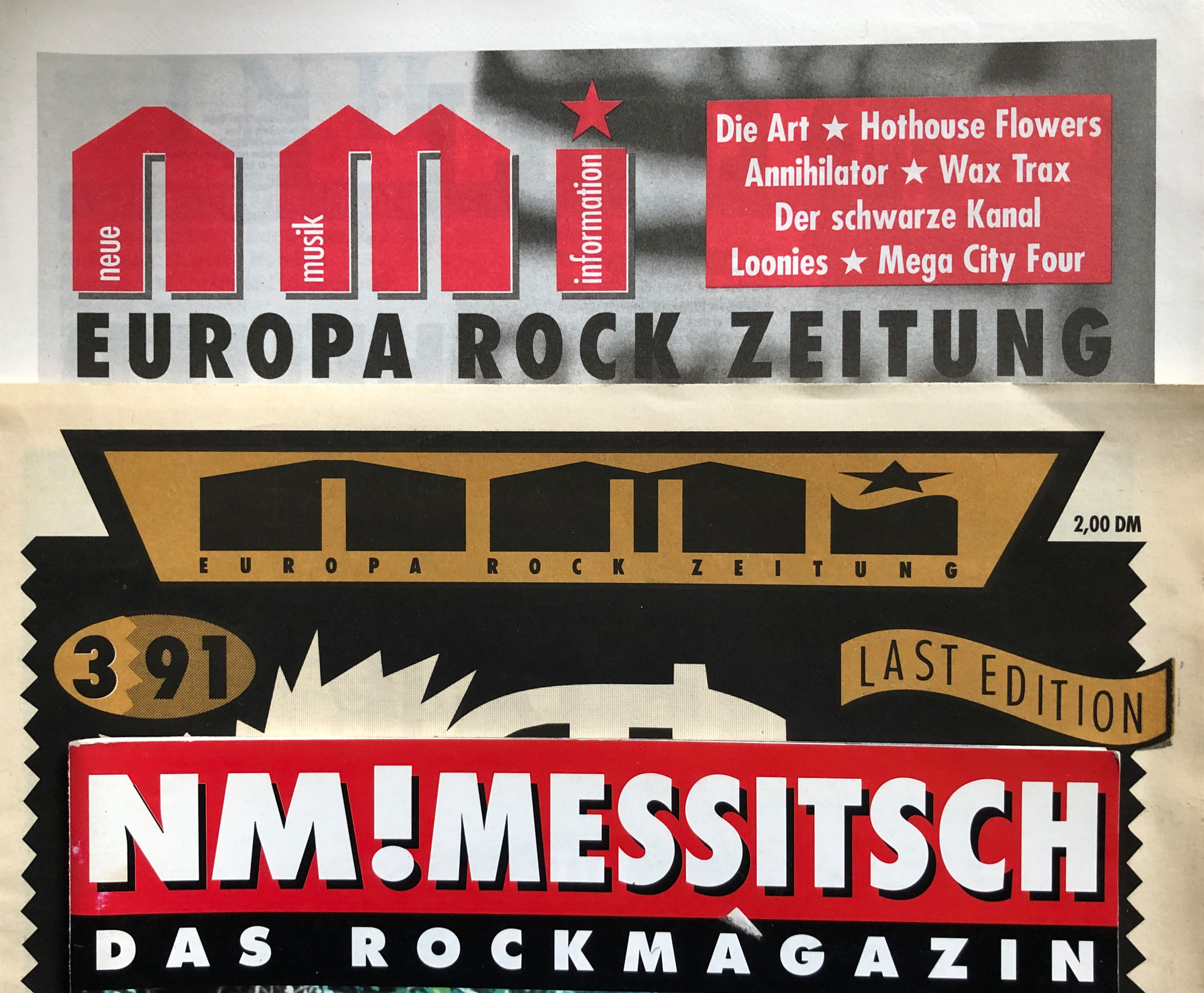
Sammlung von Titelblättern der Zeitschrift NMI

Die NMI – Neue Musik Information war eine Zeitschrift für Rockmusik, die ab Februar 1990 im vierzehntäglichen Rhythmus beim Ostberliner Henschelverlag erschienen ist. Aus den anfänglich 16 wurden ab Oktober 1990 32 Seiten. Sie kostete bis zur Währungsunion 1,50 Mark Ost, danach 2 DM. Der konzeptionelle Ansatz war vom englischen New Musical Express abgeleitet, dessen Anfangsbuchstaben im Titel nmi ironisch paraphrasiert sind. So wurde aus dem englisch ausgesprochenen E in Express das deutsche I in Information.

## Mitarbeiter
Chefredakteur war der vom DDR-Jugendsender DT64 bekannte Musikjournalist und Buchautor Jürgen Balitzki, der im selben Verlag bis 1989 Redakteur der Zeitschrift art&action war. Zur Redaktion gehörten Peter Zocher und Tino Steinmüller, zum Autorenstamm Musikfachleute aus Ost- und Westdeutschland wie Ronald Galenza, Lutz Schramm, Holger Luckas, Wolf Kampmann, Steve Bickerich, MC Lücke oder Burghard Rausch sowie Korrespondenten in Europa und den USA. Das Layout stammte von Frank Wonneberg.

## Anspruch
Die Zeitung versuchte erfolglos, eine ernstzunehmende Oststimme neben den etablierten westdeutschen Titeln zu sein. Wegen der prekären Lage ostdeutscher Verlage und der Auflösung des DDR-Postzeitungsvertriebs wickelte der Henschelverlag ab dem Frühjahr 1991 die Mehrheit seiner Zeitschriften, und damit auch die NMI, ab. Da zur selben Zeit auch das Leipziger Rock-Fanzine MESSITSCH aufgeben musste, kam es unter Balitzkis Führung und der Trägerschaft des Nord Ost Rock e. V. zu einer publizistischen Fusion mit dem Namen NMI&MESSITSCH, die von der Bundeszentrale für politische Bildung anfangs finanziell unterstützt wurde. Wegen starker inhaltlicher Konflikte verließ Balitzki im Dezember 1991 die Redaktion. Die NMI&MESSITSCH erschien letztmals 1993.